# Österreichische Fußballnationalmannschaft/Weltmeisterschaften
Der Artikel beinhaltet eine ausführliche Darstellung der österreichischen Fußballnationalmannschaft bei Fußball-Weltmeisterschaften. Österreich nahm bisher siebenmal mit einer eigenen Mannschaft an Weltmeisterschaften teil, sowie 1938 als Teil des Deutschen Reichs. Beste Platzierung war der dritte Platz 1954. In der ewigen Rangliste belegt Österreich Platz 21. Im 21. Jahrhundert konnte sich Österreich noch nicht für die Endrunde qualifizieren.

## Übersicht
| Jahr | Gastgeberland  | Teilnahme bis …    | Letzte(r) Gegner                  | Ergebnis | Trainer                                             | Bemerkungen und Besonderheiten                                                                                   |
| ---- | -------------- | ------------------ | --------------------------------- | -------- | --------------------------------------------------- | --- |
| 1930 | Uruguay        | nicht teilgenommen |                                   |          |                                                     | |
| 1934 | Italien        | Spiel um Platz 3   | Deutschland                       | 4.       | Hugo Meisl (Verbandskapitän) Jimmy Hogan (Trainer)  | Halbfinalaus gegen den späteren Weltmeister.                                                                     |
| 1938 | Frankreich     | Achtelfinale       | Schweiz                           | (10.)    | Sepp Herberger                                      | Teilnahme als Teil der deutschen Mannschaft                                                                      |
| 1950 | Brasilien      | nicht teilgenommen |                                   |          |                                                     | Nach der Auslosung der Qualifikation verzichtet                                                                  |
| 1954 | Schweiz        | Spiel um Platz 3   | Uruguay                           | 3.       | Walter Nausch                                       | Halbfinalaus gegen den späteren Weltmeister.                                                                     |
| 1958 | Schweden       | Vorrunde           | Brasilien, England, UdSSR         | 15.      | Josef Argauer                                       | |
| 1962 | Chile          | zurückgezogen      |                                   |          |                                                     | Vor Beginn der Qualifikation zurückgezogen.                                                                      |
| 1966 | England        | nicht qualifiziert |                                   |          |                                                     | In der Qualifikation an Ungarn gescheitert.                                                                      |
| 1970 | Mexiko         | nicht qualifiziert |                                   |          |                                                     | In der Qualifikation an Deutschland gescheitert.                                                                 |
| 1974 | Deutschland    | nicht qualifiziert |                                   |          |                                                     | In der Qualifikation an Schweden gescheitert.                                                                    |
| 1978 | Argentinien    | 2. Finalrunde      | Niederlande, Italien, Deutschland | 7.       | Helmut Senekowitsch                                 | Wunder von Cordoba                                                                                               |
| 1982 | Spanien        | 2. Finalrunde      | Frankreich, Nordirland            | 8.       | Felix Latzke (Trainer) Georg Schmidt (ÖFB-Teamchef) | Nichtangriffspakt von Gijón                                                                                      |
| 1986 | Mexiko         | nicht qualifiziert |                                   |          |                                                     | In der Qualifikation an Ungarn und den Niederlanden gescheitert, die sich aber auch nicht qualifizieren konnten. |
| 1990 | Italien        | Vorrunde           | Italien, Tschechoslowakei, USA    | 18.      | Josef Hickersberger                                 | |
| 1994 | USA            | nicht qualifiziert |                                   |          |                                                     | In der Qualifikation an Schweden und Bulgarien gescheitert.                                                      |
| 1998 | Frankreich     | Vorrunde           | Kamerun, Chile, Italien           | 23.      | Herbert Prohaska                                    | In allen drei Spielen erzielte Österreich sein einziges Tor in der Nachspielzeit der zweiten Spielhälfte         |
| 2002 | Südkorea/Japan | nicht qualifiziert |                                   |          |                                                     | In der Qualifikation in den Playoffspielen der Gruppenzweiten an der Türkei gescheitert.                         |
| 2006 | Deutschland    | nicht qualifiziert |                                   |          |                                                     | In der Qualifikation an England und Polen gescheitert.                                                           |
| 2010 | Südafrika      | nicht qualifiziert |                                   |          |                                                     | In der Qualifikation an Serbien und Frankreich gescheitert.                                                      |
| 2014 | Brasilien      | nicht qualifiziert |                                   |          |                                                     | In der Qualifikation an Deutschland und Schweden gescheitert, das sich aber auch nicht qualifizieren konnte.     |
| 2018 | Russland       | nicht qualifiziert |                                   |          |                                                     | In der Qualifikation an Serbien und Irland gescheitert.                                                          |
| 2022 | Katar          | nicht qualifiziert |                                   |          |                                                     | In der Qualifikation im Play-off-Halbfinale an Wales gescheitert.                                                |

Statistik (Angaben inkl. 2022: 22 Weltmeisterschaften; Prozentangaben sind gerundet)

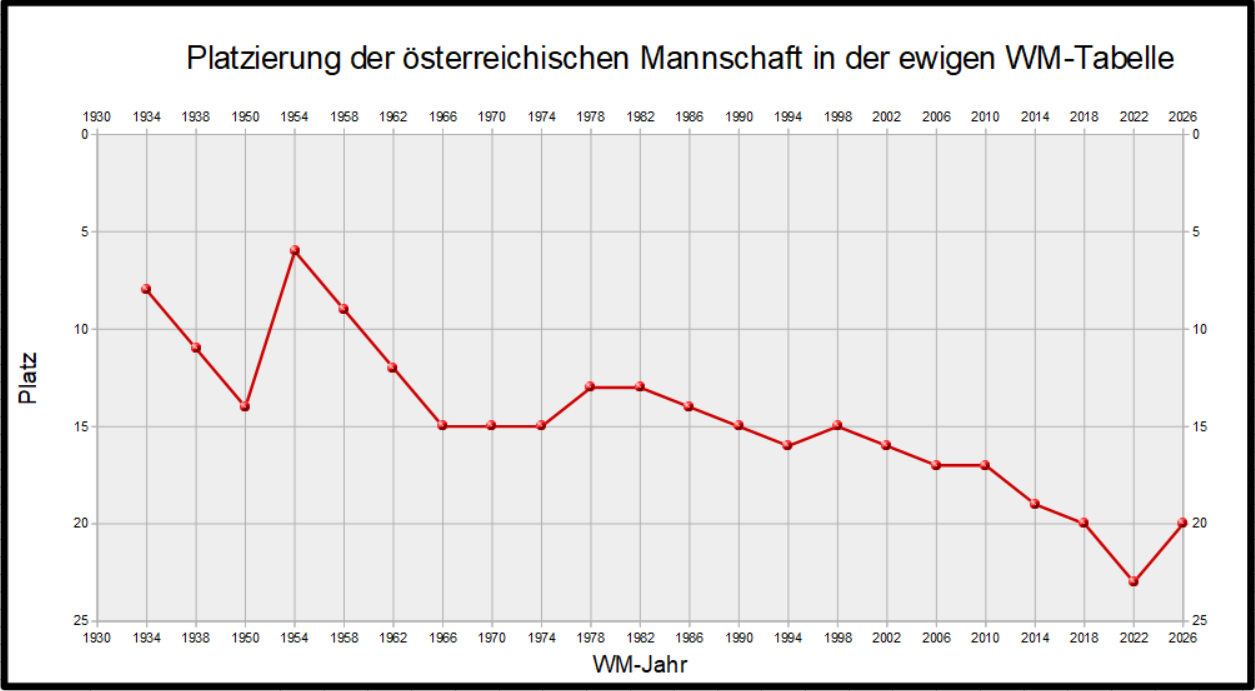
Platzierung der österreichischen Mannschaft in der ewigen WM-Tabelle

- Teilnahmeverzicht/zurückgezogen: 3× (14 %; 1930, 1950 und 1962)
- Als Teil einer anderen Mannschaft: 1× (5 %; 1938, nach eigener sportlicher Qualifikation)
- Nicht qualifiziert: 11× (50 %; 1966, 1970, 1974, 1986, 1994, 2002, 2006, 2010, 2014, 2018 und 2022)
- Sportliche Qualifikation: 8× (36,4 % bzw. bei 42,1 % der Versuche)
  - Vorrunde: 3× (13,6 %; 1958, 1986 und 1998)
  - 2. Finalrunde mit 12 Mannschaften: 1× (4,5 %; 1982)
  - 2. Finalrunde mit 8 Mannschaften: 1× (4,5 %; 1978)
  - Spiel um Platz 3: 2× (9 %; 1934 und 1954)
    - Vierter: 1× (4,5 %; 1934)
    - Dritter: 1× (4,5 %; 1954)

## WM-Turniere

### 1930 in Uruguay
Die erste Fußball-Weltmeisterschaft fand auf dem südamerikanischen Kontinent in Uruguay statt. Es war die einzige Weltmeisterschaft, für die keine Qualifikationsspiele ausgetragen wurden. Wie einige andere europäische Nationen verzichtete auch der ÖFB auf die Teilnahme.

### 1934 in Italien

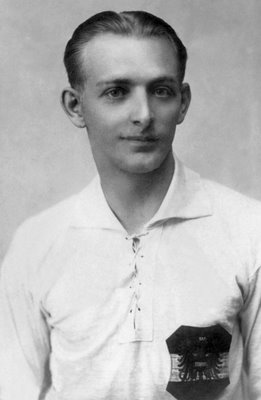
Matthias Sindelar, Österreichs erster WM-Torschütze

Für die erste WM in Europa konnte sich Österreich zusammen mit den Ungarn gegen Bulgarien qualifizieren. Nachdem die Ungarn zwei und die Österreicher ein Spiel hoch gegen die Bulgaren gewonnen hatten, wurden die übrigen Spiele nicht mehr ausgetragen.
In Italien trafen die Österreicher in ihrem ersten WM-Spiel im Achtelfinale auf Frankreich und geriet nach 18 Minuten in Rückstand. Matthias Sindelar konnte aber kurz vor der Halbzeitpause ausgleichen. Dabei blieb es auch bis zur 90. Minute, wodurch die erste Verlängerung in einem WM-Spiel notwendig wurde. In dieser konnte Österreich schnell mit 3:1 in Führung gehen, musste zwar in der 113. Minute noch den Anschlusstreffer durch einen verwandelten Handelfmeter in Kauf nehmen, rettete dann aber den Vorsprung und zog ins Viertelfinale ein. Hier war dann Ungarn der Gegner und Österreich konnte mit 2:1 gewinnen. Es war bereits das 75. Spiel zwischen beiden Mannschaften. Im Halbfinale trafen die Österreicher dann auf Gastgeber Italien und verloren knapp mit 0:1, nach einer zweifelhaften Schiedsrichterleistung des Schweden Ivan Eklind, der sich damit für das Finale „empfahl“. Im Spiel um Platz 3 trafen die Österreicher auf Deutschland und verloren mit 2:3. Dabei geriet Österreich bereits nach 25 Sekunden durch ein Tor von Ernst Lehner mit 0:1 in Rückstand – das bis 1962 schnellste Tor nach Spielbeginn.

### 1938 in Frankreich
In der Qualifikation für die WM in Frankreich hatte sich Österreich mit 2:1 gegen Lettland durchgesetzt und bekam bei der Achtelfinalauslosung Schweden zugelost. Nach dem Anschluss Österreichs an das Deutsche Reich am 13. März 1938 hörte aber Österreich auf, als selbständiger Staat zu existieren, und der ÖFB wurde aufgelöst. Sepp Herberger musste auf politischen Druck aus Berlin ein gemeinsames Team aus Spielern beider Nationalmannschaften bilden. Der österreichische Fußball gehörte damals zur Weltspitze, was sich auch nach dem Zusammenschluss in innerdeutschen Wettbewerben zeigte: gleich im „Anschluss“-Jahr 1938 wurde der SK Rapid Wien deutscher Pokalsieger, weitere nationale Titelgewinne Wiener Vereine folgten in den kommenden Jahren.
Aufgrund der kurzen Vorbereitungszeit gelang es Herberger jedoch nicht mehr, aus den beiden Altmannschaften, die jeweils zu den besten der Welt gehörten (WM-Dritter und -Vierter 1934), eine schlagkräftige gemeinsame Mannschaft zu formen. Die aus 13 Spielern aus dem „Altreich“ und neun Österreichern gebildete großdeutsche Mannschaft schied bereits im Achtelfinale aus – gegen den gemeinsamen Nachbarn Schweiz. Dabei ging die deutsche Mannschaft zwar durch Josef Gauchel im ersten Spiel in Führung, musste aber kurz vor der Pause den Ausgleich hinnehmen, bei dem es auch bis zur 120. Minute blieb. Im dadurch bedingten Wiederholungsspiel – Elfmeterschießen waren noch nicht erfunden worden – gelang sogar eine 2:0 in Führung durch ein Tor des Wieners Wilhelm Hahnemann sowie ein Eigentor der Schweizer. Die Schweizer konnten aber noch vor der Pause den Anschlusstreffer erzielen, in der zweiten Halbzeit das Spiel drehen und mit 4:2 gewinnen. Die Kraftanstrengung kostete die Schweizer aber das Vordringen ins Halbfinale, denn nach drei Tagen verloren sie im Viertelfinale gegen den späteren Vizeweltmeister Ungarn, die eine Woche Pause nach einem leichten Sieg gegen Niederländisch-Indien hatten.

### 1950 in Brasilien
Österreich begann bereits im August 1945 wieder mit dem Länderspielbetrieb, wobei auch gegen Frankreich gespielt wurde, das erst 1952 wieder gegen Deutschland spielte, und hatte auch zur ersten WM nach dem Zweiten Weltkrieg gemeldet. Die Mannschaft sollte sich gegen die Türkei qualifizieren, verzichtete dann aber. Auch die Türkei und weitere qualifizierte Mannschaften verzichteten letztendlich.

### 1954 in der Schweiz
Für die WM im Nachbarland musste sich Österreich durch zwei Spiele gegen Portugal qualifizieren. Nach einem 9:1 in Wien reichte ein 0:0 in Lissabon.
Anders als bei den folgenden Weltmeisterschaften wurden je Gruppe zwei Mannschaften gesetzt, die nicht gegeneinander spielen mussten, sondern nur gegen die beiden ungesetzten Mannschaften, die ihrerseits nicht gegeneinander spielen mussten. Den Österreichern wurde als gesetzte Mannschaft Titelverteidiger Uruguay zugelost sowie als ungesetzte Mannschaften WM-Neuling Schottland und die Tschechoslowakei, gegen die Österreich und Uruguay somit spielen mussten. Im ersten Spiel gegen Schottland gewann Österreich mit 1:0 gegen die Tschechoslowakei dann mit 5:0. Da auch Uruguay gegen beide gewann, womit dies die einzige Gruppe war, in der sich beide gesetzten Mannschaften durchsetzten, musste das Los entscheiden, wer Gruppensieger und -zweiter wurde, da die mehr erzielten Tore des Weltmeisters nicht zählten. Österreich wurde durch das Los Gruppensieger und traf im Viertelfinale auf den Gastgeber Schweiz. Das als Hitzeschlacht von Lausanne in die Geschichte eingegangene Spiel (es fand bei 40° im Schatten statt) wurde mit 7:5 gewonnen. Dabei führten die Schweizer bereits nach 19 Minuten mit 3:0, mussten dann aber fünf Gegentore hinnehmen, ehe ihnen der 4:5-Anschlusstreffer gelang. Die weiteren Tore fielen dann abwechselnd. Es ist bis heute das WM-Spiel mit den meisten Toren. Einige Spieler, so der österreichische Tormann Kurt Schmied und der Schweizer Roger Bocquet überstanden das Spiel nicht unbeschadet. Schmied erlitt bereits in der ersten Halbzeit einen Sonnenstich und wurde vom Masseur seiner Mannschaft dirigiert, der hinter dem Tor stand, und Bocquet brach in der Schlussphase aufgrund eines Hirntumors zusammen. Die entkräftete österreichische Mannschaft ging dann im Halbfinale mit 1:6 gegen den späteren Weltmeister Deutschland unter. Im Spiel um Platz 3 kam es dann doch zum Spiel gegen den bereits entthronten Titelverteidiger, der im Halbfinale gegen WM-Favorit Ungarn mit 2:4 verloren hatten. Mit 3:1 gewann Österreich das kleine Finale und hat damit die bis heute beste Platzierung bei einer WM erreicht. Teamchef Walter Nausch blieb noch für zwei Spiele im Amt, die aber beide verloren wurden, und wechselte dann zu FK Austria Wien, verstarb aber bereits drei Jahre später.

### 1958 in Schweden
Für die Fußball-Weltmeisterschaft 1958 konnte sich Österreich wieder qualifizieren. Gegner waren die Niederlande und Luxemburg. Nach dem Rücktritt von Walter Nausch hatten sich zunächst mehrere Trainer als Teamchefs abgelöst, in die Qualifikation ging Österreich dann mit dem Betreuerduo Josef Argauer und Josef Molzer. Mit drei Siegen und einem Remis gelang ihnen die Qualifikation souverän.
In Schweden wurde die Mannschaft in eine Gruppe mit Brasilien, England sowie Olympiasieger und WM-Neuling UdSSR gelost. Das erste Spiel gegen den späteren Weltmeister Brasilien ging mit 0:3 verloren, im zweiten Spiel gegen die UdSSR folgte ein 0:2. Damit waren die Österreicher bereits ohne Chance auf das Viertelfinale, stellten im letzten Spiel aber noch den Engländern und quasi auch der UdSSR ein Bein. Durch das 2:2 waren England und die UdSSR punkt- und torgleich, so dass ein Entscheidungsspiel um Platz 2 ausgetragen werden musste. Dieses gewann der Olympiasieger mit 1:0, hatte danach aber nur zwei Tage Zeit bis zum Viertelfinale, in dem dann gegen Gastgeber Schweden verloren wurde. Österreich verabschiedete sich aber für 20 Jahre von der WM-Bühne und die Amtszeit von Argauer endete, Josef Molzer blieb noch zusammen mit drei neuen Kollegen für zwei Spiele im Amt. Dann übernahm Karl Decker den Posten des ÖFB-Teamchefs.

### 1962 in Chile
In der Qualifikation für die WM in Chile sollte Österreich gegen Spanien und Wales antreten, zog aber zurück. Spanien qualifizierte sich dann für die WM.

### 1966 in England
In der Qualifikation für die WM im Mutterland des Fußballs traf Österreich auf Ungarn und die DDR. Österreich konnte nur im ersten Spiel gegen die DDR mit einem 1:1 einen Punkt erzielen, verlor dann aber die restlichen drei Spiele und schied als Gruppenletzter aus. Ungarn qualifizierte sich dagegen mit drei Siegen und einem Remis.

### 1970 in Mexiko
Für die erste WM-Endrunde in Mittelamerika war Österreich in eine Qualifikations-Gruppe mit Deutschland, Schottland und Zypern gelost worden. Österreich startete mit einem 7:1 gegen Zypern, verlor dann aber das Heimspiel gegen Deutschland mit 0:2 und anschließend in Schottland mit 1:2. Danach wurde zwar in Zypern mit 2:1 gewonnen, aber nach einer Niederlage in Deutschland hatte Österreich keine Chance mehr, sich zu qualifizieren. Das letzte bedeutungslose Spiel gegen Schottland wurde zwar gewonnen, hatte aber nur noch statistischen Wert.

### 1974 in der Bundesrepublik Deutschland
Für die erste WM in Deutschland konnte sich Österreich in der Qualifikation in einer Gruppe mit Schweden, Ungarn und Malta auch nicht qualifizieren, erreichte aber immerhin ein Entscheidungsspiel gegen Schweden. Nachdem beide Spiele gegen Ungarn remis endeten und gegen Schweden je ein Spiel gewonnen und verloren wurde und auch Ungarn und Schweden sich zweimal remis trennten, hatten alle drei Mannschaften 8:4 Punkte, aber Schweden und Österreich die gleiche Tordifferenz von +7, während Ungarn eine Tordifferenz von nur +5 hatte. Das Entscheidungsspiel in Gelsenkirchen konnte Schweden dann mit 2:1 gewinnen.

### 1978 in Argentinien
Die Qualifikation zur WM in Argentinien schloss Österreich dann erstmals seit 1958 wieder erfolgreich ab. In einer Gruppe mit der DDR, der Türkei und Malta wurde der erste Platz belegt. Gesichert wurde die Qualifikation durch ein 1:0 in İzmir gegen die Türkei, wobei Österreich davon profitierte, dass die DDR – gegen die zweimal 1:1 gespielt wurde – im Heimspiel nur zu einem 1:1 gegen die Türkei gekommen war, während die Österreicher beide Spiele gegen die Türken gewinnen konnten.
In Argentinien wurden die Österreicher in eine Todesgruppe mit Brasilien, Schweden und Spanien gelost und galten als Außenseiter. Das erste Spiel gegen Spanien wurde aber überraschend mit 2:1 gewonnen und auch gegen Schweden wurde gewonnen (1:0). Da Brasilien gegen beide nur zu Unentschieden kam, stand Österreich bereits vor dem Spiel gegen Brasilien bereits in der 2. Finalrunde. Das Spiel gegen die Südamerikaner wurde dann zwar mit 0:1 verloren, durch die insgesamt mehr erzielten Tore wurde Österreich aber sogar Gruppensieger vor den Brasilianern. In der zweiten Finalrunde trafen die Österreicher auf Vizeweltmeister Niederlande und verloren mit 1:5. Nach einem 0:1 gegen Italien hatten die Österreicher keine Chance mehr, das Finale oder das Spiel um Platz 3 zu erreichen, so dass für sie das letzte Spiel gegen Titelverteidiger Deutschland nur noch statistischen Wert hatte. Für Deutschland bestand aber noch die Chance, bei einem Remis zwischen den Niederlanden und Italien mit einem hohen Sieg das Finale zu erreichen oder, wenn nicht verloren wurde, das kleine Finale, wenn es im Parallelspiel einen Sieger gab. Das Spiel gegen Deutschland ging dann als Wunder von Córdoba in die österreichische WM-Geschichte ein, in Deutschland eher als „Schmach von Córdoba“ oder „Schande von Córdoba“. Bereits nach 19 Minuten ging die deutsche Mannschaft in Führung, ein Eigentor von Berti Vogts führte aber nach knapp einer Stunde zum Ausgleich und Österreich konnte dann sogar durch Hans Krankl in Führung gehen. Zwar glichen die Deutschen zwei Minuten später aus, aber das reichte ihnen nicht, obwohl sie mit dem 2:2 im Kleinen Finale gewesen wären, da Italien zu diesem Zeitpunkt schon zurücklag. In die Schlussoffensive der Deutschen fiel dann das 3:2 erneut durch Krankl, was den österreichischen Radiokommentator Edi Finger „narrisch“ werden und ein Viertel trinken ließ. Mit dem Spiel endete die Amtszeit von Helmut Senekowitsch als ÖFB-Teamchef, Deutschland und Österreich schieden damit aus. Die Niederlande, die gegen Italien gewonnen hatte, erreichte das Finale, in dem wie vier Jahre zuvor gegen den Gastgeber verloren wurde. Italien spielte im Spiel um Platz 3 gegen Brasilien und verlor ebenfalls.

### 1982 in Spanien
In der Qualifikation für die WM in Spanien traf Österreich wieder auf Deutschland sowie Bulgarien, Albanien und Finnland. Deutschland, das die EM 1980 gewonnen hatte, gewann alle Spiele. Österreich und Bulgarien kämpften um Platz 2, der auch zur Qualifikation reichte. Durch ein 2:0 im Heimspiel und ein 0:0 im Auswärtsspiel gegen die Bulgaren reichte es am Ende für den zweiten Platz, da Finnland und Albanien nur Punktelieferanten waren. Nach der Qualifikation kam es zu einem Zerwürfnis zwischen dem erfolgreichen Teamchef Karl Stotz und dem ÖFB-Präsidenten Karl Sekanina, was ersteren den Posten kostete. Der ÖFB beschloss, die Betreuung der Nationalmannschaft während der Weltmeisterschaft interimistisch einem Duo anzuvertrauen, das aus Felix Latzke als Trainer und dem ÖFB-Angestellten Georg Schmidt bestand.
In Spanien wurden Österreich und Deutschland wieder in eine Gruppe gelost, zudem Chile und WM-Neuling Algerien. Während die Österreicher aber das erste Spiel gegen Chile mit 1:0 gewann, verlor Deutschland überraschend das Auftaktspiel mit 1:2 gegen Algerien. Deutschland besiegte dann aber Chile deutlich mit 4:1 und Österreich die Algerier mit 2:0. Einen Tag bevor Deutschland und Österreich im letzten Spiel aufeinander trafen, gewann Algerien gegen Chile mit 3:2, wobei eine 3:0-Führung verspielt wurde. Damit wäre Deutschland bei einem Sieg gegen Österreich Gruppensieger, aber auch Österreich wäre bei einer knappen Niederlage gegen Deutschland noch vor Algerien platziert. In dem als Nichtangriffspakt von Gijón in die Geschichte eingegangenen Spiel erzielte Horst Hrubesch dann auch bereits nach 10 Minuten für zunächst stürmisch angreifende Deutsche das 1:0. Da damit beiden gedient war, stellten aber anschließend beide das Fußballspielen ein und schoben sich zum Unmut der neutralen Zuschauer nur noch den Ball zu, ohne Anstalten zu machen, weitere Tore zu erzielen. Als Konsequenz dieses Skandals werden seitdem die letzten Gruppenspiele jeweils parallel durchgeführt.
In der zweiten Finalrunde traf Österreich dann auf Frankreich und verlor mit 0:1. Dem folgte ein 2:2 gegen Nordirland, wodurch für Österreich die WM beendet war. Frankreich erreichte durch ein 4:1 gegen die Nordiren dann das Halbfinale gegen Deutschland, in dem es zum ersten Elfmeterschießen bei einer WM kam. Mit dem Aus endete die Amtszeit von Latzke, Schmidt wurde Assistenztrainer von Erich Hof, der als neuer ÖFB-Teamchef aber nur bis nach dem dritten Spiel der Qualifikation für die WM 1986 im Amt blieb.

### 1986 in Mexiko
Für die zweite WM in Mexiko konnte sich Österreich dann wieder nicht qualifizieren. In die Qualifikation gingen sie noch mit Erich Hof als Teamchef, der aber nach der verpassten Qualifikation für die EM 1984 schon unter Druck stand und nach drei Spielen durch Branko Elsner ersetzt wurde. In einer Gruppe mit Ungarn, den Niederlanden und Zypern waren Österreicher und Niederländer am Ende punktgleich, die Ungarn hatten aber drei Punkte mehr und qualifizierten sich direkt für die WM. Da die Niederländer die bessere Tordifferenz hatten, erreichten sie die Playoffs der Gruppenzweiten der Vierergruppen, konnten sich da aber nicht gegen Belgien durchsetzen.

### 1990 in Italien
Die Qualifikation zur zweiten WM in Italien verlief wieder erfolgreich. Nachdem Branko Elsner die Mannschaft weder zur WM 1986 noch zur EM 1988 führen konnte, wurde er von Josef Hickersberger abgelöst. Die UdSSR, die sich ebenfalls qualifizieren konnte, die Türkei, die DDR, die letztmals an der Qualifikation teilnahm, sowie Island waren die Gegner. Gesichert wurde die Qualifikation aber erst am letzten Spieltag durch ein 3:0 gegen die DDR, bei dem Toni Polster alle drei Tore erzielte. Für die DDR war dies das letzte Pflichtspiel und viele DDR-Spieler wurden noch im Wiener Stadion von westdeutschen Vereinen angeworben.
In Italien trafen die Österreicher im ersten Spiel auf den Gastgeber Italien und verloren mit 0:1, durch ein Tor des späteren Torschützenkönigs Salvatore Schillaci. Auch das zweite Spiel gegen die Tschechoslowakei wurde mit 0:1 verloren. Das letzte Spiel gegen die USA, die sich nach 40 Jahren Abstinenz von der WM-Bühne wieder qualifiziert hatte, aber auch beide Spiele gegen die beiden anderen Gegner verloren hatte, war dann im Prinzip bedeutungslos, wurde aber noch mit 2:1 gewonnen. Trotz des Ausscheidens blieb Hickersberger vorerst weiter im Amt, nach dem „Debakel gegen die Färöer-Inseln“, dem ersten Spiel der Qualifikation für die EM 1992 erklärte er aber seinen Rücktritt. Die ebenfalls ausgeschiedenen US-Amerikaner waren sich aber zumindest sicher, bei der nächsten WM wieder dabei zu sein, da sie diese ausrichten durften.

### 1994 in den Vereinigten Staaten
Österreich konnte sich dagegen für die WM in den USA nicht qualifizierten. In die Qualifikation gingen sie noch mit Ernst Happel, der aber 14 Tage nach dem zweiten Qualifikationsspiel an Lungenkrebs starb. Seine Arbeit wurde von Herbert Prohaska fortgeführt. In einer Sechsergruppe mit Bulgarien, Schweden, Frankreich, Finnland und Israel wurde nur der vierte Platz belegt. Dabei gelangen nur drei Siege und zwei Remis. Fünf Spiele wurden verloren. Trotz der verpassten Qualifikation blieb Herbert Prohaska weiter im Amt und erhielt weitere Chancen, Österreich zu einem großen Turnier zu führen.

### 1998 in Frankreich
Nach der verpassten WM-Endrunde von 1994 konnte sich Österreich dann aber wieder für die WM-Endrunde 1998 qualifizieren. womit sich auszahlte, dass Herbert Prohaska auch nach der verpassten Qualifikation für die EM 1996 im Amt bleiben durfte. In der WM-Qualifikation wurden unter seiner Leitung nun Schottland, Schweden, Lettland, Estland und Belarus auf die Plätze verwiesen. Österreich gewann dabei acht Spiele, nur gegen Schottland gelang kein Sieg (0:0 und 0:2).
In Frankreich traf Österreich im ersten Spiel auf Kamerun und hielt 76 Minuten lang das 0:0. Dann gerieten sie mit 0:1 in Rückstand. In der Nachspielzeit gelang Toni Polster aber noch der Ausgleich. Ähnlich verlief das Spiel dann gegen Chile, nur dass diesmal Ivica Vastić in der Nachspielzeit den Ausgleich zum 1:1 erzielte. Gegen Vizeweltmeister Italien erzielte Andreas Herzog dann zwar auch in der Nachspielzeit ein Tor – diesmal per Elfmeter – aber es war nur das 1:2. Damit schied Österreich als Gruppendritter aus und verabschiedete sich für mindestens 20 Jahre von der WM-Bühne. Prohaska blieb auch nach dem Aus im Amt, trat aber nach einem 0:9 gegen Spanien in der Qualifikation für die EM 2000 von seinem Amt zurück. Immerhin ist er mit 51 Spielen der am längsten kontinuierlich amtierende ÖFB-Teamchef nach dem Zweiten Weltkrieg.

### 2002 in Japan und Südkorea
Für die erste WM in Asien konnte sich Österreich dann wieder nicht qualifizieren. Vor Beginn der Qualifikation beendete Rekordtorschütze Toni Polster mit seinem 95. Länderspiel seine Länderspielkarriere und blieb damit bis 2002 Rekordnationalspieler. In die Qualifikation gingen die Österreicher unter Teamchef Otto Barić, der Herbert Prohaska während der misslungenen EM-Qualifikation abgelöst hatte. Hinter Spanien wurde mit fünf Punkten Rückstand der zweite Platz belegt, vor Israel, Bosnien-Herzegowina und Liechtenstein. Durch Siege in den Playoffs der Gruppenzweiten hätte sich Österreich aber noch qualifizieren können. Beide Spiele gegen die Türkei wurden aber verloren (0:1 und 0:5). Die Türkei fuhr damit erstmals nach 1954 wieder zur WM und wurde dort überraschend Dritter. Mit dem Aus endete auch die Amtszeit von Otto Barić, sein Nachfolger wurde Hans Krankl, der Held von Córdoba.

### 2006 in Deutschland
In der Qualifikation für die zweite WM in Deutschland waren Österreich, Nordirland, Wales und Aserbaidschan nur Punktelieferanten für England und Polen, die sich um die beiden ersten Plätze stritten und sich direkt qualifiziert. Für Österreich reichte es nur zu Platz 3. Schon nach dem drittletzten Spiel endete die Amtszeit von Hans Krankl als ÖFB-Teamchef, die Qualifikation wurde unter den Interimstrainern Willibald Ruttensteiner, Andreas Herzog und Slavko Kovačić abgeschlossen. Danach übernahm erneut Josef Hickersberger das Amt.

### 2010 in Südafrika
In der Qualifikation für die erste WM in Afrika traf Österreich auf Serbien, Vizeweltmeister Frankreich, Litauen, Rumänien und die Färöer. Nachdem Hickersberger bei der Heim-EM 2008 mit Österreich schon in der Vorrunde gescheitert war, übernahm Karel Brückner, der mit Tschechien ebenfalls in der EM-Vorrunde gescheitert war, das Amt des ÖFB-Teamchefs. Unter ihm gewann Österreich allerdings nur ein Spiel bei zwei Unentschieden und vier Niederlagen. Daher wurde sein Amt noch in der laufenden Qualifikation von Didi Constantini übernommen, der zuvor schon zweimal Interimstrainer und zweimal Co-Trainer gewesen war. Aber auch ihm gelang es nicht, Österreich wieder in die Erfolgsspur zurückzuführen. Österreich gewann nur vier Spiele, verlor ebenso viele und erreichte zwei Unentschieden. Damit reichte es wieder nur zum dritten Platz hinter Serbien, das sich erstmals mit einer eigenen Mannschaft qualifizierte, sowie Frankreich das als Gruppenzweiter in die Playoffs gegen Irland musste und da Dank Henrys Hand das Ticket für Südafrika buchen konnte. Constantini erhielt aber noch eine zweite Chance in der Qualifikation für die EM 2012, die er aber nicht nutzen konnte.

### 2014 in Brasilien

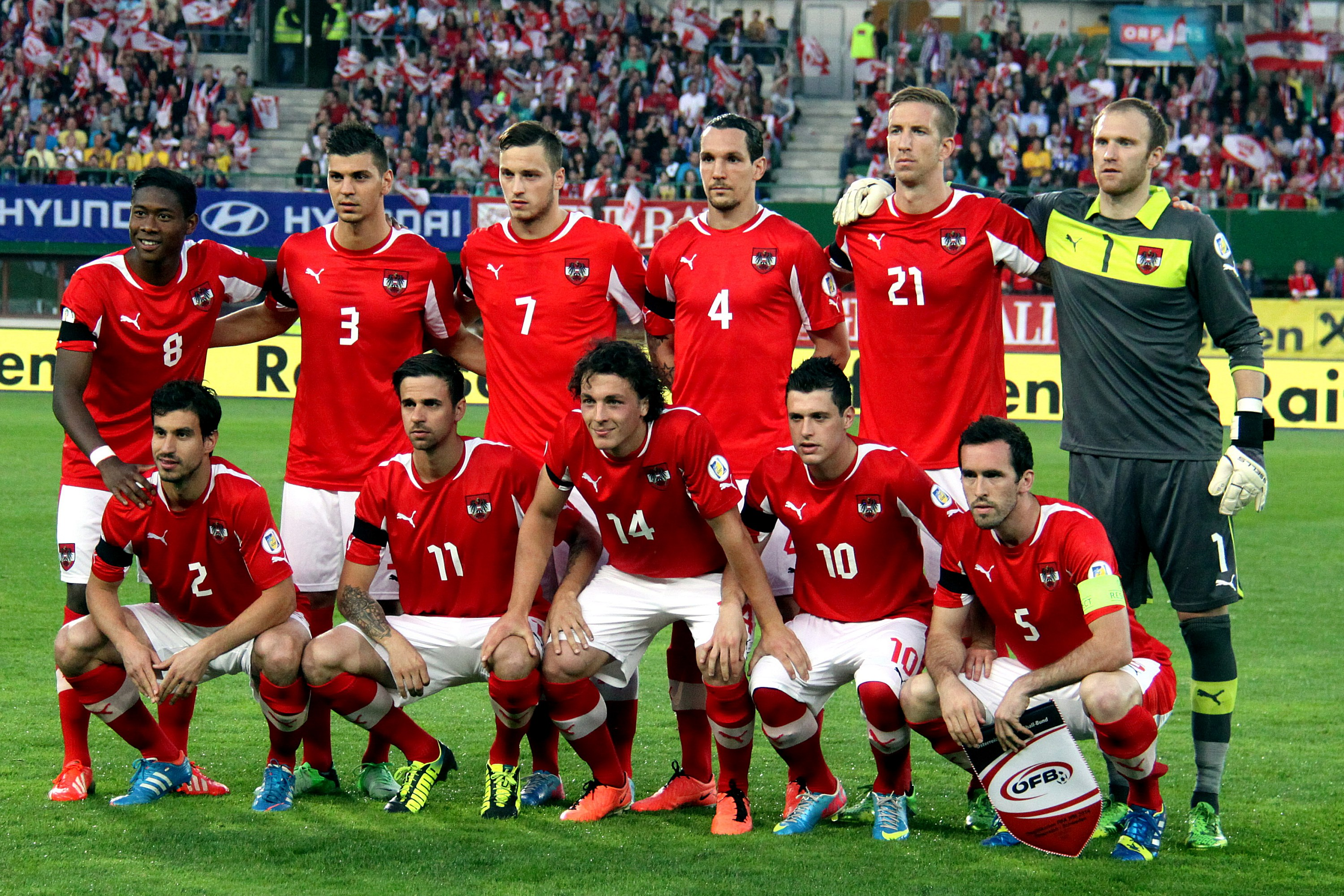
Die Mannschaft vor dem WM-Qualifikationsspiel gegen Schweden am 7. Juni 2013

Auch für die zweite WM in Brasilien konnte sich Österreich nicht qualifizieren. Nach der verpassten Qualifikation für die EM 2012 hatte der Schweizer Marcel Koller den Posten des Teamchefs übernommen. In der Qualifikation war wieder einmal Deutschland der Gegner sowie Schweden, Irland, Kasachstan und die Färöer. Im ersten Qualifikationsspiel spielte Österreich erstmals mit einer Mannschaft, in der nur Legionäre in der Startelf standen, verlor damit aber das Heimspiel gegen Deutschland. Insgesamt verloren die Österreicher zwar einmal weniger als vier Jahre zuvor und gewannen ein Spiel mehr, es reichte aber wieder nur zum dritten Platz. Deutschland qualifizierte sich ungeschlagen direkt und wurde in Brasilien zum vierten Mal Weltmeister. Schweden verpasste in den Playoffs gegen Portugal dagegen ebenfalls die Qualifikation.

### 2018 in Russland
In der Qualifikation, die im September 2016 begann, trafen die Österreicher auf Wales, Serbien, Irland, Moldau und Georgien. Mit zwei Siegen, drei Niederlagen und drei Remis in den ersten acht Spielen hatten die Österreicher vor ihren beiden letzten Spielen keine Chance mehr sich zu qualifizieren. Sie konnten dann zwar noch gegen Serbien mit 3:2 gewinnen, wodurch sie den Serben die einzige Qualifikationsniederlage beibrachten und verhinderten, dass sich Serbien vorzeitig qualifizierte, und dann auch in der Moldau mit 1:0 gewinnen, für die Österreicher hatten diese Siege aber nur noch statistische Bedeutung. Am Ende blieben sie Vierte. Damit wurde auch der zum 31. Dezember 2017 auslaufende Vertrag von Trainer Marcel Koller nicht verlängert.

### 2022 in Katar
In der Qualifikation waren Dänemark, Schottland, Israel, die Färöer und die Republik Moldau die Gegner. Die Österreicher starteten im März 2021 mit einem 2:2 in Schottland, gewannen dann gegen die Färöer mit 3:1 und verloren das Heimspiel gegen Dänemark mit 0:4, womit die zuvor ausgeglichene Bilanz gegen Dänemark (je vier Siegen und Niederlagen sowie ein Remis) negativ wurde. Im September wurde die Qualifikation mit einem 2:0-Sieg in der Republik Moldau fortgesetzt, aber in Israel mit 2:5 und daheim gegen Schottland mit 0:1 verloren. Im Oktober wurden dann zwar auf den Färöer mit 2:0 gewonnen, da die Dänen aber parallel auch ihr siebtes Spiel gewannen, hatten die Österreicher keine Chance mehr, sich direkt für die WM zu qualifizieren. Als dann das nächste Spiel in Dänemark mit 0:1 verloren wurde und die Schotten auf den Färöer mit 1:0 gewannen, war auch Platz 2 nicht mehr erreichbar. Die beiden letzten Heimspiele wurden daheim dann zwar mit 4:2 gegen Israel und 4:1 gegen die Moldauer gewonnen, aufgrund der weniger erzielten Tore reichte es aber bei gleicher Tordifferenz hinter den punktgleichen Israelis nur zum vierten Platz. Dennoch hatten die Österreicher noch die Chance sich für die WM zu qualifizieren, denn als einer der zwei besten Nations-League-Gruppensieger außerhalb der Top Zwei der Qualifikationsgruppe konnten die Österreicher im März 2022 noch an den Play-offs um die drei letzten europäischen WM-Startplätze teilnehmen. Gegner im Play-off-Halbfinale war Wales, gegen das durch eine 1:2-Niederlage die Chance verspielt wurde. Nach der Niederlage erklärte Nationaltrainer Franco Foda seinen Rücktritt.

### 2026 in Kanada, Mexiko und USA
In der Qualifikation treffen die Österreicher ab März 2025 auf Rumänien, Bosnien und Herzegowina, Zypern und San Marino.

## Spieler

### Rangliste der österreichischen WM-Spieler mit den meisten Einsätzen
| Alle WM-Teilnehmer                                                                  |               |                        |        |      |               |
| Name                                                                                | Geburtstag    | Sterbetag              | Spiele | Tore | Teilnahmen    |
| Torhüter                                                                            |               |                        |        |      |               |
| Friedrich Koncilia                                                                  | 25. Feb. 1948 |                        | 11     | 0    | 1978, 1982    |
| Kurt Schmied                                                                        | 14. Juni 1926 | 9. Dez. 2007           | 05     | 0    | 1954, 1958    |
| Peter Platzer                                                                       | 29. Mai 1910  | 13. Dez. 1959          | 04     | 0    | 1934          |
| Michael Konsel                                                                      | 6. März 1962  |                        | 03     | 0    | (1990), 1998  |
| Klaus Lindenberger                                                                  | 28. Mai 1957  |                        | 03     | 0    | (1982), 1990  |
| Rudolf Raftl                                                                        | 7. Feb. 1911  | 5. Sep. 1994           | 02     | 0    | (1934), 1938* |
| Rudolf Szanwald                                                                     | 6. Juli 1931  | 2. Jan. 2013           | 02     | 0    | 1958          |
| Walter Zeman                                                                        | 1. Mai 1927   | 8. Aug. 1991           | 01     | 0    | 1954          |
| Abwehr                                                                              |               |                        |        |      |               |
| Erich Obermayer                                                                     | 23. Jan. 1953 |                        | 11     | 01   | 1978, 1982    |
| Bruno Pezzey                                                                        | 3. Feb. 1955  | 31. Dez. 1994          | 11     | 01   | 1978, 1982    |
| Ernst Happel                                                                        | 29. Nov. 1925 | 14. Nov. 1992          | 06     | 0    | 1954, 1958    |
| Robert Sara                                                                         | 9. Juni 1946  |                        | 06     | 0    | 1978          |
| Heribert Weber                                                                      | 28. Juni 1955 |                        | 06     | 0    | 1978, 1982    |
| Bernd Krauss                                                                        | 8. Mai 1957   |                        | 05     | 0    | 1982          |
| Anton Pfeffer                                                                       | 17. Aug. 1965 |                        | 05     | 0    | 1990, 1998    |
| Peter Schöttel                                                                      | 26. März 1967 |                        | 05     | 0    | 1990, 1998    |
| Karl Sesta                                                                          | 18. März 1906 | 12. Juli 1974          | 04     | 01   | 1934          |
| Leopold Barschandt                                                                  | 12. Aug. 1925 | 5. Okt. 2000           | 04     | 0    | 1954, 1958.   |
| Gerhard Breitenberger                                                               | 14. Okt. 1954 |                        | 04     | 0    | 1978          |
| Franz Cisar                                                                         | 28. Nov. 1908 | unbekannt              | 04     | 0    | 1934          |
| Josef Degeorgi                                                                      | 19. Jan. 1960 |                        | 04     | 0    | 1982          |
| Ernst Aigner                                                                        | 31. Okt. 1966 |                        | 03     | 0    | 1990          |
| Wolfgang Feiersinger                                                                | 30. Jan. 1965 |                        | 03     | 0    | 1998          |
| Robert Pecl                                                                         | 15. Nov. 1965 |                        | 03     | 0    | 1990          |
| Heinrich Strasser                                                                   | 26. Okt. 1948 |                        | 03     | 0    | 1978          |
| Michael Streiter                                                                    | 19. Jan. 1966 |                        | 03     | 0    | 1990          |
| Franz Swoboda                                                                       | 15. Feb. 1933 | 27. oder 28. Juli 2017 | 03     | 0    | 1958          |
| Walter Kollmann                                                                     | 17. Juni 1932 | 16. Mai 2017           | 02     | 0    | 1954, 1958    |
| Kurt Russ                                                                           | 23. Nov. 1964 |                        | 02     | 0    | 1990          |
| Paul Halla                                                                          | 10. Apr. 1931 | 6. Dez. 2005           | 01     | 0    | (1954), 1958  |
| Andy Pichler                                                                        | 4. Okt. 1955  |                        | 01     | 0    | 1982          |
| Johann Pregesbauer                                                                  | 8. Juni 1958  |                        | 01     | 0    | 1982          |
| Willibald Schmaus                                                                   | 16. Juni 1912 | 27. Apr. 1979          | 01     | 0    | (1934), 1938* |
| Karl Stotz                                                                          | 27. März 1927 | 4. Apr. 2017           | 01     | 0    | (1954), 1958  |
| Mittelfeld                                                                          |               |                        |        |      |               |
| Herbert Prohaska                                                                    | 8. Aug. 1955  |                        | 11     | 0    | 1978, 1982    |
| Karl Koller                                                                         | 9. Feb. 1929  | 24. Jan. 2009          | 08     | 01   | 1954, 1958    |
| Gerhard Hanappi                                                                     | 16. Feb. 1929 | 23. Aug. 1980          | 08     | 0    | 1954, 1958    |
| Andreas Herzog                                                                      | 10. Sep. 1968 |                        | 06     | 01   | 1990, 1998    |
| Josef Hickersberger                                                                 | 27. Apr. 1948 |                        | 06     | 0    | 1978          |
| Wilhelm Kreuz                                                                       | 29. Mai 1949  |                        | 06     | 0    | 1978          |
| Reinhold Hintermaier                                                                | 14. Feb. 1956 |                        | 05     | 01   | 1982          |
| Kurt Jara                                                                           | 14. Okt. 1950 |                        | 05     | 0    | 1978, 1982    |
| Eduard Krieger                                                                      | 16. Dez. 1946 |                        | 05     | 0    | 1978          |
| Ernst Ocwirk                                                                        | 7. März 1926  | 23. Jan. 1980          | 05     | 02   | 1954          |
| Ernst Baumeister                                                                    | 22. Jan. 1957 |                        | 04     | 0    | (1978), 1982  |
| Roland Hattenberger                                                                 | 7. Dez. 1948  |                        | 04     | 0    | (1978), 1982  |
| Josef Smistik                                                                       | 28. Nov. 1905 | 28. Nov. 1985          | 04     | 0    | 1934          |
| Johann Urbanek                                                                      | 10. Okt. 1910 | 7. Juli 2000           | 04     | 0    | 1934          |
| Franz Wager                                                                         | 23. Sep. 1911 | 8. Dez. 1974           | 04     | 0    | 1934, (1938*) |
| Dietmar Kühbauer                                                                    | 4. Apr. 1971  |                        | 03     | 0    | 1998          |
| Roman Mählich                                                                       | 17. Sep. 1971 |                        | 03     | 0    | 1998          |
| Manfred Zsak                                                                        | 22. Dez. 1964 |                        | 03     | 0    | 1990          |
| Harald Cerny                                                                        | 13. Sep. 1973 |                        | 02     | 0    | 1998          |
| Peter Artner                                                                        | 20. Mai 1966  |                        | 02     | 0    | 1990          |
| Alfred Hörtnagl                                                                     | 24. Sep. 1966 |                        | 02     | 0    | 1990          |
| Peter Stöger                                                                        | 11. Apr. 1966 |                        | 02     | 0    | 1998          |
| Gerald Glatzmayer                                                                   | 13. Dez. 1968 | 11. Jan. 2001          | 01     | 0    | 1990          |
| Günther Happich                                                                     | 28. Jan. 1952 | 16. Okt. 1995          | 01     | 0    | 1978          |
| Manfred Linzmaier                                                                   | 27. Aug. 1962 |                        | 01     | 0    | 1990          |
| Johann Mock                                                                         | 9. Dez. 1906  | 22. Mai 1982           | 01     | 0    | 1938*         |
| Andreas Reisinger                                                                   | 14. Okt. 1963 |                        | 01     | 0    | 1990          |
| Markus Schopp                                                                       | 22. Feb. 1974 |                        | 01     | 0    | 1998          |
| Stefan Skoumal                                                                      | 29. Nov. 1909 | 28. Nov. 1983          | 01     | 0    | 1938*         |
| Sturm                                                                               |               |                        |        |      |               |
| Hans Krankl                                                                         | 14. Feb. 1953 |                        | 10     | 05   | 1978, 1982    |
| Walter Schachner                                                                    | 1. Feb. 1957  |                        | 08     | 03   | 1978, 1982    |
| Alfred Körner                                                                       | 14. Feb. 1926 |                        | 07     | 03   | 1954, 1958    |
| Toni Polster                                                                        | 10. März 1964 |                        | 06     | 01   | 1990, 1998    |
| Erich Probst                                                                        | 5. Dez. 1927  | 16. März 1988          | 05     | 06   | 1954          |
| Robert Körner                                                                       | 21. Aug. 1924 | 22. Juni 1989          | 05     | 0    | 1954          |
| Ernst Stojaspal                                                                     | 14. Jan. 1925 | 3. Apr. 2002           | 04     | 03   | 1954          |
| Theodor Wagner                                                                      | 6. Aug. 1927  |                        | 04     | 03   | 1954          |
| Josef Bican                                                                         | 25. Sep. 1913 | 12. Dez. 2001          | 04     | 01   | 1934          |
| Karl Zischek                                                                        | 28. Aug. 1910 | 6. Okt. 1985           | 04     | 01   | 1934          |
| Rudolf Viertl                                                                       | 12. Nov. 1902 | 9. Dez. 1981           | 04     | 0    | 1934          |
| Andreas Ogris                                                                       | 7. Okt. 1964  |                        | 03     | 01   | 1990          |
| Matthias Sindelar                                                                   | 10. Feb. 1903 | 23. Jan. 1939          | 03     | 01   | 1934          |
| Ivica Vastić                                                                        | 29. Sep. 1969 |                        | 03     | 01   | 1998          |
| Hans Buzek                                                                          | 22. Mai 1938  |                        | 03     | 0    | 1958          |
| Mario Haas                                                                          | 16. Sep. 1974 |                        | 03     | 0    | 1998          |
| Heimo Pfeifenberger                                                                 | 29. Dez. 1966 |                        | 03     | 0    | (1990), 1998  |
| Walter Schleger                                                                     | 19. Sep. 1929 | 3. Dez. 1999           | 03     | 0    | 1954, 1958    |
| Helmut Senekowitsch                                                                 | 22. Okt. 1933 | 9. Sep. 2007           | 03     | 0    | 1958          |
| Kurt Welzl                                                                          | 6. Nov. 1954  |                        | 03     | 0    | 1982          |
| Arnold Wetl                                                                         | 2. Feb. 1970  |                        | 03     | 0    | 1998          |
| Johann Horvath                                                                      | 20. Mai 1903  | 30. Juli 1968          | 02     | 02   | 1934          |
| Wilhelm Hahnemann                                                                   | 14. Apr. 1914 | 23. Aug. 1991          | 02     | 01   | 1938*         |
| Gerhard Rodax                                                                       | 29. Aug. 1965 |                        | 02     | 01   | 1990          |
| Anton Schall                                                                        | 22. Juni 1907 | 10. Aug. 1947          | 02     | 01   | 1934          |
| Robert Dienst                                                                       | 1. März 1928  | 3. Juni 2000           | 02     | 0    | 1954, 1958.   |
| Walter Horak                                                                        | 1. Juni 1931  |                        | 02     | 0    | 1958          |
| Gernot Jurtin                                                                       | 9. Sep. 1955  | 8. Dez. 2006           | 02     | 0    | 1982          |
| Ernst Kozlicek                                                                      | 21. Jan. 1931 |                        | 02     | 0    | 1958          |
| Paul Kozlicek                                                                       | 22. Juli 1937 | 26. Nov. 1999          | 02     | 0    | 1958          |
| Johann Pirkner                                                                      | 25. März 1946 |                        | 02     | 0    | 1978          |
| Georg Braun                                                                         | 22. Feb. 1907 | 22. Sep. 1963          | 01     | 0    | 1934          |
| Max Hagmayr                                                                         | 16. Nov. 1956 |                        | 01     | 0    | 1982          |
| Leopold Neumer                                                                      | 8. Feb. 1919  | 10. März 1990          | 01     | 0    | 1938*         |
| Franz Oberacher                                                                     | 24. März 1954 |                        | 01     | 0    | 1978          |
| Johann Pesser                                                                       | 7. Nov. 1911  | 12. Aug. 1986          | 01     | 0    | 1938*         |
| Josef Stroh                                                                         | 5. März 1913  | 7. Jan. 1991           | 01     | 0    | (1934), 1938* |
| ( ): im Kader, aber ohne Einsatz; *als Spieler der Mannschaft des Deutschen Reiches |               |                        |        |      |               |

1. Friedrich Koncilia, Erich Obermayer, Bruno Pezzey † und Herbert Prohaska: 11 Einsätze bei 2 Turnieren
5. Hans Krankl: 10 Einsätze bei 2 Turnieren
6. Gerhard Hanappi †, Karl Koller †, Walter Schachner: 8 Einsätze bei 2 Turnieren
9. Alfred Körner †: 7 Einsätze bei 2 Turnieren

### Rangliste der österreichischen WM-Spieler mit den meisten Toren
1. Erich Probst † – 6 Tore
2. Hans Krankl – 5 Tore
3. Alfred Körner †, Walter Schachner, Ernst Stojaspal †, Theodor Wagner – je 3 Tore

### WM-Kapitäne
- 1934: Josef Smistik (1. und 3. Spiel), Johann Horvath (2. und 4. Spiel)
- 1938: Johann Mock (für das Deutsche Reich im ersten Spiel gegen die Schweiz)
- 1954: Ernst Ocwirk[7]
- 1958: Gerhard Hanappi
- 1978: Robert Sara
- 1982: Erich Obermayer
- 1990, 1998: Toni Polster

### Bei Weltmeisterschaften gesperrte Spieler
- 1938: Johann Pesser wurde im ersten Achtelfinalspiel für die „großdeutsche“ Mannschaft vom Platz gestellt.
- 1990: Peter Artner erhielt im letzten Gruppenspiel die Rote Karte, da Österreich ausschied, hatte sie ebenso wenig einen weiteren Effekt auf das Turnier wie die zweiten Gelben Karten für Robert Pecl und Manfred Zsak.
- 1998 Peter Schöttel erhielt im letzten Gruppenspiel die zweite Gelbe Karte. Da Österreich ausschied, hatte sie keinen weiteren Effekt auf das Turnier.

### Anteil der im Ausland spielenden Spieler im WM-Kader
Österreich setzte bei der WM 1978 erstmals Legionäre ein, sie bildeten danach aber immer die Minderheit, auch wenn die meisten von ihnen den Kern der Mannschaft bildeten.
| Jahr (Spiele) | Anzahl (Länder)                                                                  | Spieler (Einsätze) |
| ------------- | -------------------------------------------------------------------------------- | --- |
| 1934 (4)      | 0                                                                                | |
| 1954 (5)      | 0                                                                                | |
| 1958 (3)      | 0                                                                                | |
| 1978 (6)      | 5 (1 in Belgien, 3 in Deutschland, 1 in den Niederlanden)                        | Eduard Krieger (5); Roland Hattenberger (0), Josef Hickersberger (6), Kurt Jara (4); Wilhelm Kreuz (6) |
| 1982 (5)      | 6 (2 in Deutschland, 2 in Italien, 1 in der Schweiz, 1 in Spanien)               | Reinhold Hintermaier (5), Bruno Pezzey (5); Herbert Prohaska (5), Walter Schachner (5); Kurt Jara (1); Kurt Welzl (3)                                                                                         |
| 1990 (3)      | 1 (in Spanien)                                                                   | Toni Polster (3) |
| 1998 (3)      | 10 (6 in Deutschland, 1 in England, 1 in Frankreich, 1 in Italien, 1 in Spanien) | Harald Cerny (2), Wolfgang Feiersinger (3), Andreas Herzog (3), Heimo Pfeifenberger (3), Toni Polster (3), Franz Wohlfahrt (0); Martin Hiden (0); Walter Kogler (0); Michael Konsel (3); Dietmar Kühbauer (3) |

## Spiele
Österreich bestritt bisher 29 WM-Spiele. Davon wurden 12 gewonnen, 13 verloren und vier endeten remis. Ein Spiel musste verlängert werden, da ein Sieger ermittelt werden musste. Es war das erste Spiel, das bei einer WM verlängert wurde, und wurde in der Verlängerung gewonnen.
Österreich nahm nie am Eröffnungsspiel teil, musste aber dreimal gegen den Gastgeber antreten: 1934 im Halbfinale und 1990 in der Vorrunde gegen Italien, 1954 im Viertelfinale gegen die Schweiz.
Österreich verlor dreimal (1934, 1954, 1958) gegen den späteren Weltmeister.
1954 im Spiel um Platz 3 und 1978 in der 2. Finalrunde spielte Österreich gegen den Titelverteidiger.
Österreich traf sechsmal auf WM-Neulinge: 1934 (als man selber Neuling war)/Ungarn, Italien und Deutschland, 1954/Schottland, 1958/Sowjetunion, 1982/Algerien.
Häufigste Gegner: Deutschland und Italien – je viermal, Deutschland ist auch der häufigste letzte Gegner (2×).
Österreich spielte bisher in 20 WM-Städten, am häufigsten in Buenos Aires und Zürich (je 3×).
| Alle WM-Spiele |            |           |                    |   |                     |                  | |
| Nr.            | Datum      | Ergebnis  | Gegner             |   | Austragungsort      | Anlass           | Bemerkung |
| 1              | 27.05.1934 | 3:2 n. V. | Frankreich         | * | Turin (ITA)         | Achtelfinale     | |
| 2              | 31.05.1934 | 2:1       | Ungarn             | * | Bologna (ITA)       | Viertelfinale    | |
| 3              | 03.06.1934 | 0:1       | Königreich Italien | A | Mailand (ITA)       | Halbfinale       | |
| 4              | 07.06.1934 | 2:3       | Deutschland        | * | Neapel (ITA)        | Spiel um Platz 3 | Österreich beendet die WM auf dem 4. Platz                                                                                  |
| 5              | 16.06.1954 | 1:0       | Schottland         | * | Zürich (CHE)        | Vorrunde         | 250. Spiel |
| 6              | 19.06.1954 | 5:0       | Tschechoslowakei   | * | Zürich (CHE)        | Vorrunde         | |
| 7              | 26.06.1954 | 7:5       | Schweiz            | A | Lausanne (CHE)      | Viertelfinale    | „Hitzeschlacht von Lausanne“, bis heute torreichstes Spiel einer WM-Endrunde                                                |
| 8              | 30.06.1954 | 1:6       | Deutschland        | * | Basel (CHE)         | Halbfinale       | |
| 9              | 03.07.1954 | 3:1       | Uruguay            | * | Zürich (CHE)        | Spiel um Platz 3 | Erstes Länderspiel gegen Uruguay Erste WM-Medaille                                                                          |
| 10             | 08.06.1958 | 0:3       | Brasilien          | * | Uddevalla (SWE)     | Vorrunde         | |
| 11             | 11.06.1958 | 0:2       | Sowjetunion        | * | Borås (SWE)         | Vorrunde         | Erstes Länderspiel gegen die Sowjetunion                                                                                    |
| 12             | 15.06.1958 | 2:2       | England            | * | Borås (SWE)         | Vorrunde         | Letztes Länderspiel unter Josef Argauer und Josef Molzer Österreich beendet die WM auf dem 4. Vorrunden-Platz               |
| 13             | 03.06.1978 | 2:1       | Spanien            | * | Buenos Aires (ARG)  | 1. Finalrunde    | |
| 14             | 07.06.1978 | 1:0       | Schweden           | * | Buenos Aires (ARG)  | 1. Finalrunde    | |
| 15             | 11.06.1978 | 0:1       | Brasilien          | * | Mar del Plata (ARG) | 1. Finalrunde    | |
| 16             | 14.06.1978 | 1:5       | Niederlande        | * | Córdoba (ARG)       | 2. Finalrunde    | |
| 17             | 18.06.1978 | 0:1       | Italien            | * | Buenos Aires (ARG)  | 2. Finalrunde    | |
| 18             | 21.06.1978 | 3:2       | Deutschland        | * | Córdoba (ARG)       | 2. Finalrunde    | Letztes Länderspiel unter Helmut Senekowitsch „Wunder von Córdoba“ Österreich scheidet als Gruppenvierter aus               |
| 19             | 17.06.1982 | 1:0       | Chile              | * | Oviedo (ESP)        | 1. Finalrunde    | Erstes Länderspiel gegen Chile                                                                                              |
| 20             | 21.06.1982 | 2:0       | Algerien           | * | Oviedo (ESP)        | 1. Finalrunde    | Erstes Länderspiel gegen Algerien                                                                                           |
| 21             | 25.06.1982 | 0:1       | Deutschland        | * | Gijón (ESP)         | 1. Finalrunde    | „Nichtangriffspakt von Gijón“                                                                                               |
| 22             | 28.06.1982 | 0:1       | Frankreich         | * | Madrid (ESP)        | 2. Finalrunde    | |
| 23             | 01.07.1982 | 2:2       | Nordirland         | * | Madrid (ESP)        | 2. Finalrunde    | Erstes Länderspiel gegen Nordirland Letztes Länderspiel unter Schmidt und Latzke Österreich scheidet als Gruppenzweiter aus |
| 24             | 09.06.1990 | 0:1       | Italien            | A | Rom (ITA)           | Vorrunde         | |
| 25             | 15.06.1990 | 0:1       | Tschechoslowakei   | * | Florenz (ITA)       | Vorrunde         | |
| 26             | 19.06.1990 | 2:1       | Vereinigte Staaten | * | Florenz (ITA)       | Vorrunde         | Erstes Länderspiel gegen die USA, Österreich scheidet als Gruppendritter aus                                                |
| 27             | 11.06.1998 | 1:1       | Kamerun            | * | Toulouse (FRA)      | Vorrunde         | Erstes Länderspiel gegen Kamerun                                                                                            |
| 28             | 17.06.1998 | 1:1       | Chile              | * | Saint-Étienne (FRA) | Vorrunde         | |
| 29             | 23.06.1998 | 1:2       | Italien            | * | Saint-Denis (FRA)   | Vorrunde         | Österreich scheidet als Gruppendritter aus                                                                                  |

### Höchste Siege und Niederlagen
Die österreichische Mannschaft erzielte ihre höchsten Siege gegen folgende Länder bei WM-Turnieren:
- Algerien: 1. Finalrunde 1982 2:0 (einziges Spiel gegen Algerien)
- Chile: 1. Finalrunde 1982 1:0 (einziger Sieg gegen Chile)
- Tschechoslowakei: Vorrunde 1954 5:0
- Uruguay: Spiel um Platz 3 1954 3:1 (erster Sieg gegen Uruguay)
- Vereinigte Staaten: Vorrunde 1990 2:1 (zudem ein 1:0 in einem Freundschaftsspiel)

Gegen folgende Länder kassierte die österreichische Mannschaft ihre höchsten Niederlagen bei WM-Turnieren:
- Brasilien: Vorrunde 1958 0:3 (zudem ein 0:3 in einem Freundschaftsspiel)
- Deutschland: Halbfinale 1954 1:6
- Niederlande: 2. Finalrunde 1978 1:5
- Sowjetunion: Vorrunde 1958 0:2 (zudem je ein 0:2 in einem Freundschaftsspiel und der WM-Qualifikation 1990 und ein 1:3 in einem Freundschaftsspiel)

## Rekorde
(Stand: Juli 2018)

### Mannschaft
- Das torreichste Spiel: Österreich – Schweiz 7:5 bei der WM 1954 im Viertelfinale – 12 Tore (siehe Hitzeschlacht von Lausanne).
- Erste und bis 2014 einzige Mannschaft, die gegen einen Gastgeber 7 Tore erzielte: Österreich – Schweiz 7:5 bei der WM 1954 im Viertelfinale.

## Besonderheiten
1954 standen mit Österreich und Uruguay zwei Mannschaften aus der gleichen Vorrundengruppe im Spiel um Platz 3. Da aber beide in der Vorrunde gesetzt waren, mussten sie dort nicht gegeneinander spielen.